# 撇號保護協會
撇號保護協會（英語：Apostrophe Protection Society，縮寫：APS）是一個總部位於英國的協會，其「特別目標是在英語世界中保護正確使用這個目前經常被濫用的標點符號」。成立於2001年，目前由鮑勃·麥卡登（Bob McCalden）擔任主席。

## 早年歷史
撇號保護協會由退休副編輯約翰·理查茲（John Richards）於2001年創立，以回應他對廣泛錯誤使用撇號的觀察。協會的最初成員是理查茲和他的兒子史蒂芬（Stephen）。2001年6月，在《每日電訊報》刊登一篇文章後，會員人數已達257人。最初，協會的工作集中在理查茲居住的林肯郡波士頓。它的第一次成功糾正是讓當地圖書館寫上「CDs」而不是「CD's」。
該協會的網站包含許多聲稱「濫用」撇號的例子；該協會表示，其目的在於協助糾正而非責罵違規者。理查茲表示，他有一封標準、有禮貌的信件，解釋了撇號使用的基本規則，他將這封信寄給支持者，讓他們轉寄給違規的企業和其他組織。
該協會不止一次介入的一個問題是，原本以人名命名的企業往往不在名稱中包含撇號。2006年，協會要求在哈洛德百貨公司（Harrods）、Selfridges和Currys的名稱中使用撇號。2012年，水石書店（Waterstones）決定移除在此之前一直使用的撇號，此舉遭到理查茲的反對，他說：「這簡直是錯的。這在語法上是不對的。如果森寶利（Sainsbury's）和麥當勞（McDonald's）都能正確使用，為什麼Waterstone's不能呢？」
地名和標誌也受到批評。2009年，當伯明翰市議會決定取消所有街道標誌上的撇號時，撇號保護協會以強烈的措辭表示反對。理查茲將這個舉動形容為「可怕的範例」、「倒退」和「徹底的混亂」。2013年，該協會反對中德文區議會做出類似的變更，一周後該議會推翻了決定。繼5月份的明顯成功之後，理查茲在6月支持了由「撇號守護者」發起的運動，要求在愛丁堡王子街的名稱中恢復撇號，撇號在1830年代被移除。截至2019年，這項運動尚未成功。
其他投訴涉及丹地議會的兒童與家庭服務處（Children and Families' Service）重新命名以去除撇號，以及哈特爾浦的一個臨時路牌寫著「Parking Bay's Suspended」。
2001年，理查茲榮獲搞笑諾貝爾獎文學獎，以表彰其為保護、促進和捍衛複數和所有格之間的區別所做的努力。
2019年12月，在理查茲95歲時，他宣佈該協會即將關閉，並表示儘管該協會努力不懈，但「現在關心撇號正確使用的組織和個人越來越少」。理查茲於2021年3月30日逝世，享年97歲。撇號保護協會網站上發布了一篇悼念文章。

## 重啟
2022年2月，前IT總監鮑勃·麥卡登接管撇號保護協會，並重新推出撇號保護協會以及新網站。
會員資格於 2023 年初重新推出。截至2024年底，在英國、美國和更廣泛的英語世界中已有近4,600名會員。
該協會定期為其會員製作通訊，由其主席提供撇號相關新聞和當前活動的一般更新。

## 外部連結
- 官方网站